# Yaoi

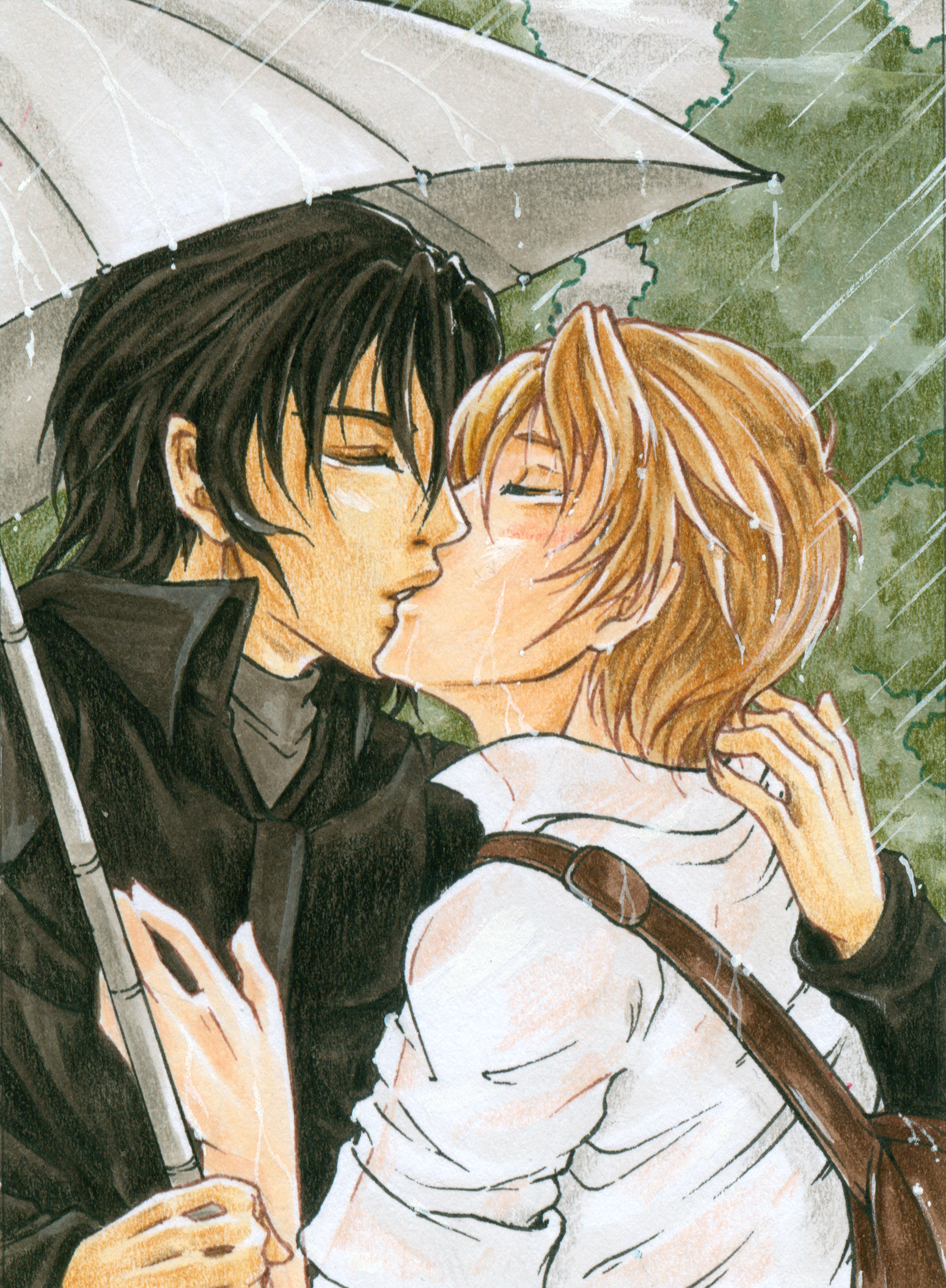
Một ví dụ về tác phẩm shōnen-ai được xuất bản ở Animexx.

Yaoi (tiếng Nhật: やおい) còn được gọi là boys' love (hay BL - mối tình của những chàng trai) là thể loại manga chủ yếu dành cho nữ giới tập trung vào chủ đề mối quan hệ đồng tính nam, và thường được các nữ tác giả sáng tác. Một bài báo trên the Guide nói rằng yaoi đầu tiên do những độc giả tự vẽ những nhân vật hoạt hình nam. Vì thể loại này mô tả nam giới, độc giả nam giới thích nam giới cũng đọc tuy nhiên thể loại manga hướng tới độc giả nam là một thể loại khác. Những nhân vật chính trong yaoi thường theo mô típ là seme (top) theo đuổi uke (bottom).
Mặc dù thể loại này được gọi là boys' love (BL), những nhân vật thường ở tuổi dậy thì hoặc lớn tuổi hơn. Thể loại có nhân vật trước dậy thì được gọi là shotacon và là một thể loại khác. Yaoi, khi bắt đầu nổi tiếng trong cộng đồng nói tiếng Anh, đã phổ biến ra ngoài Nhật Bản: cả yaoi gốc và bản dịch đều có bán tại nhiều nước và ngôn ngữ khác nhau.
Yaoi bắt đầu ở thị trường dōjinshi ở Nhật Bản cuối những năm 1970, đầu những năm 1980, được phát triển từ thể loại shōnen-ai (thiếu niên ái) tuy nhiên trong khi shōnen-ai là những tác phẩm gốc, yaoi là những tác phẩm giống thể loại anime và manga shōnen.
Từ "yaoi" là viết tắt của 『山なしオチなし意味なし』 [Yama nashi Ochi nashi Imi nashi] nghĩa là "không cao trào, không điểm nhấn, không ý nghĩa" ban đầu được dùng để chỉ những truyện tranh hình ảnh xấu, thiếu chất lượng do giới đọc giả hâm mộ tự vẽ và xuất bản, sau này phát triển vượt trội. Lấy ba chữ đầu của 3 cụm Ya - O - I ghép lại sẽ ra được chữ "yaoi".

Dù vậy, sau này, yaoi không chỉ được hiểu là thể loại truyện mà còn được hiểu là thể loại nói chung trong các lĩnh vực nghệ thuật khác: anime (hoạt hình Nhật Bản), phim, game,...
Hầu hết độc giả yaoi là các cô gái hoặc phụ nữ trẻ. Ở Thái Lan, độc giả nữ giới chiếm 80%  và tỉ lệ thành viên là nữ ở Yaoi-Con, một hội nghị yaoi ở San Francisco, là 85%. Độc giả nữ thường được cho là phụ nữ dị tính luyến ái nhưng ở Nhật có những tác giả là đồng tính nữ  và độc giả là nữ đồng tính, song tính và chưa xác định. Những thăm dò độc giả ở cộng đồng tiếng Anh cho thấy 50-60% độc giả nữ tự nhận là dị tính luyến ái.

## Lịch sử

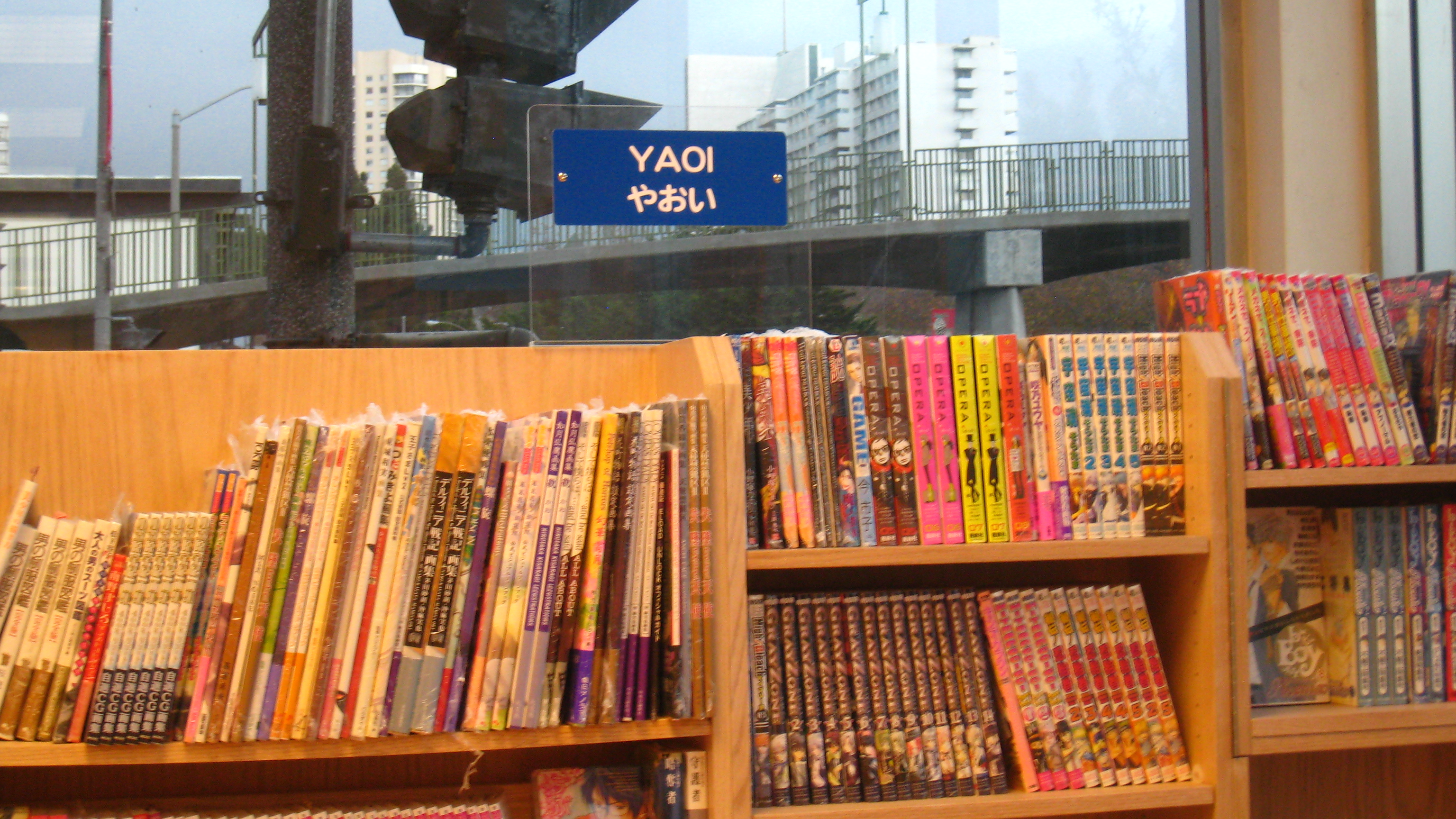
Truyện yaoi bán tại nhà sách Kinokuniya ở Japantown, San Francisco

Lịch sử của yaoi có thể được liên đới tới sự nổi lên của thể loại shonen ai vào đầu thập niên 1970, đáng chú ý nhất là những tác phẩm truyện tranh như Kaze to Ki no Uta của Takemiya Keiko. Yaoi, sau đó, được dẫn dắt vào nước Mỹ bởi những trang web "scanlation" do các manga fan nói tiếng Nhật lập nên với mong ước thu hút sự chú ý từ các nhà xuất bản Mỹ. Tokyopop và Viz là hai nhà xuất bản đầu tiên cho ra truyện manga đủ dạng và tính từ cuối năm 2004, dưới nhãn hiệu "BeBeautiful Manga", CPM khởi sự phát hành Yaoi. (Ví dụ: Selfish Love)

## Phổ biến
Hiện nay, yaoi đang đi xuyên biên giới và lục địa, đây không còn là một dạng văn hoá đơn thuần là "made in Nhật Bản" nữa mà nó đang bành trướng thị trường sang những nước khác và ngày càng được các đọc giả nữ biết đến. Ở Mỹ, khó thể phủ nhận sự nổi tiếng của loại hình giải trí này. Theo thống kê từ Icv2.com, hai đầu truyện tranh Golden Cain và Selfish Love nằm vào danh sách những truyện được đánh giá cao nhất tại Amazon, trang web thương mại nổi tiếng, tính vào thời điểm tháng 11 năm 2004. (Theo "Stop it! My butt hurts!", The Invasion of Yaoi, bởi Kristy L. Valenti.)
Một đợt tìm kiếm trên Google được thực hiện ngày 16 tháng 11 năm 2003 đem lại kết quả đáng nể với chừng 770.000 trang web về yaoi, tăng từ 135.000 so với một năm rưỡi trước. Nếu tra cứu trên Google với một tựa phim hoạt hình cộng thêm một từ trung tính chẳng hạn như "miêu tả", có khả năng nhận được trang web về yaoi nằm lẫn trong mười kết quả đầu tiên. Trong mười tháng qua, số lượng tác phẩm truyện do fan sáng tác dựa trên phim hoạt hình và manga trên Fanfiction.net tăng những bốn lần, đạt đến gần 200.000 truyện với đề tài yaoi nằm ngay trong trang kết quả đầu tiên. (Theo Yaoi: Redrawing Male Love, bởi Mark McHarry).
Yaoi (hay boy's love) là một trong những phương cách phụ nữ sử dụng để biểu lộ niềm đam mê cùng khao khát của mình.
Tại nước Mỹ bây giờ, có hai trường phái suy nghĩ, một trường phái cho rằng yaoi là tất cả những gì mang âm hưởng tình yêu đồng giới nam, trường phái còn lại thì dùng shōnen ai để nhắc đến tất cả những truyện mà nội dung không gì xa hơn là một nụ hôn giữa hai đứa con trai với nhau, còn yaoi được dùng cho những thứ "nặng đô" hơn.

## Seme, Uke và Reversible
Trong một mối quan hệ khác giới tính (heterosexual) thì thường người nam là người chủ động dẫn dắt mối quan hệ (dù hiện nay có phần thay đổi), trong yaoi thì có seme và uke. Seme ở đây thường có thể ví như nam trong mối quan hệ nam với nam thông thường. Nói cụ thể hơn thì seme là người chủ động dẫn dắt các mối quan hệ còn uke là người ở thế bị động.
Theo những truyền thống cũ thì thường seme nhìn sẽ khá nam tính, và có vẻ lớn hơn uke. Nhưng dần dần, theo sự phát triển và các ý tưởng mới cứ lần lượt ra đời thì điều này có vẻ không còn đúng nữa. Nay có những seme ít tuổi hơn uke (như trong The Tyrant who fall in love của Hikano Takanaga hay trong phần một Sensitive Pornograph của Ashika Sakura).
Ngoài ra, trong Yaoi còn có từ reversible (hay seke) dùng để chỉ những người là seme lẫn uke. Trong quan hệ nam - nam thì điều này rất dễ xảy ra khi cả hai người không thống nhất về vị trí của nhau. Reversible cũng có thể là người mà đối với người này thì là seme còn đối với người khác thì là uke (như Katou và Iwaki trong Haru wo daite ita).
Ngoài ra, đam mỹ ở Trung Quốc thì các từ này còn có cách gọi khác là công (seme), thụ (uke) và hỗ công (seke).

## Doujinshi
Khởi đầu Yaoi không hoàn toàn là những manga mà tác giả của chúng là người tự sáng tạo ra nhân vật. Một phần không thể thiếu được của Yaoi hiện nay chính là các Doujinshi, những câu chuyện về những couple do fan tự sáng tác dựa trên các bộ manga nổi tiếng (đa phần là shounen) mà họ đọc.
Các Fan khi thấy 2 (hay nhiều) nhân vật nam mà họ yêu thích nhưng trong manga gốc không bao giờ trở thành một đôi thì khi đó, Doujinshi trở thành thiên đường để toại nguyện ý muốn của họ. Có thể nói Doujinshji là thế giới riêng do fan tạo nên nhằm thỏa mãn trí tưởng của bản thân cũng như thể hiện sự yêu thích dành cho nhân vật của mình.

## Độc giả
Phụ nữ sáng tạo ra yaoi dù phần lớn vẫn còn trong độ tuổi thiếu niên. Họ thích Yaoi bởi vì đó là một trong những cách thức họ có thể giải trí bởi sex mà không phải lo ngại về những vấn đề thường gặp như mang thai. Thông thường thì, nếu sex diễn ra giữa một nam và một nữ, người đọc giả không còn sự lựa chọn nào khác là tự lồng mình vào nhân vật nữ, bất tiện ở chỗ luôn ở vị trí thụ động, còn nếu tự gán mình vào vị trí nhân vật nam thì cô ta sẽ bị đặt vào một vị trí khá bất ổn (làm chuyện ấy với một người phụ nữ khác). Với sự lý giải này, ta có thể dễ dàng hiểu được vì sao sex giữa hai người đàn ông đẹp, một trong số hai người ấy nữ tính hơn người kia, khả dĩ khắc phục được trở ngại trên.

## Tranh luận
Mặc dù vậy, vẫn luôn tồn tại nhiều khúc mắt xoay quanh đề tài yaoi:
- Yaoi không phải gay sex. Một câu hỏi khá thường gặp là: "Tại sao các cô ấy không xem gay sex luôn đi cho rồi?" Trước tiên, cảm xúc của các nhân vật trong yaoi luôn được ưu tiên hàng đầu trong khi sex chỉ giữ vai phụ (Dù rằng trong đại đa số mọi trường hợp, các cảnh trăng gió mây mưa xảy ra khá là thường xuyên). Trong Yaoi, người ta tìm kiếm "một tình yêu" chứ không phải chỉ có sex; Nhìn chung, hầu hết các gay sex đều không mang được ý nghĩa như thế, gay sex chủ yếu chỉ tập trung vào các hành động chăn gối chứ ít khi chú tâm đến tình cảm của từng nhân vật. Cộng thêm, các tuyến nam nhân vật trong Yaoi không hoàn toàn là gay, họ có là song tính luyến ái (bisexual) hay chỉ "trót lỡ yêu lầm một người con trai khác" (giống như: "Tôi không yêu cậu ấy vì cậu ấy là con trai, mà tôi yêu cậu ấy, trùng hợp là, cậu ấy là con trai"). Điều này hoàn toàn có lý bởi vì ta luôn cảm thấy kích thích hơn nếu nhân vật ta yêu mến có thể làm chuyện ấy với một người cùng giới với ta (nói đích xác hơn là với chính bản thân ta).
- Yaoi khác với Shounen-ai. Bình thường nếu người mới đọc yaoi thì hay sẽ bị nhầm với Shounen-ai do trong truyện các vài cảnh nắm tay hay ôm hôn giữa hai trai. Nhưng Shounen-ai chỉ dừng lại ở những cái nắm tay, ôm hôn, thổ lộ tình yêu (khá giống với thể loại Thanh thủy văn trong Đam mỹ), còn yaoi thì còn tùy loại, hardcore hay nhẹ. Ranh giới giữa yaoi nhẹ và Shounen-ai khá là mỏng manh nên nhiều người vẫn sẽ nhầm. Phần lớn, yaoi khiến độc giả xúc động.

## Một số bộ Yaoi
- Ai no Kusabi
- Bronze/Zetsuai
- Haru wo Daiteita
- Kusatta
- Love Mode
- Okane ga Nai
- Overdose
- Junjou Romantica
- Little Butterfly
- Croquis
- Only The Ring Fingers Know (Shounen-ai)
- Bukiyou na Silent
- Goshujinsama ni Kiwotsukete
- Viewfinder/Finder/You're My Love Prize in Viewfinder
- Koisuru Boukun
- Calling
- Sekaiichi Hatsukoi
- Yuuutsu Na Asa
- Boy Next Door
- Crimson Spell
- Kawaii Akuma
- Sailor Danshi
- Papa i love you
- Super Lovers
- Papa to kiss in the dark
- Sakura Gari
- Nee, Sensei
- Erotic M
- Love Stage!!
- Roumantei no Juunin
- Kawaii Akuma
- Good Children
- Ten Count
- Sensei no Kudokikata
- Rutta to Kodama
- Koi ni Nare
- Kimi de Oboreta Ato Wa
- Kaita Yoru No Machi Wo Oyogu
- Asobi Ja Nai No
- Choco, Strawberry, Vanilla
- Denkou Sekka Boys
- Koi no Mannaka
- Sakuraga Mei
- Otokogokoro
- Kimi Ga Koi Ni Oboreru
- Love Knot
- Himegoto Asobi
- Ai No Houritsu
- Kimi Note
- Maiden Rose
- Neko Neko Honey
- Kagakushitsu No Ouji
- Hybrid Child
- Hanakoi Tsurane
- Porn Superstars
- Omae wa Hitsuji
- Only the flower knows
- Caste Heaven
- Koishite, Daddy
- Gokujou Dessert
- Ouji No Hakoniwa
- Doushitemo furetakunai
- Saezuru tori wa habatakanai
- Loveless
- Ohayou to oyasumi to sono ato ni
- Rouge
- Gosan no Heart
- Welcome to the university of Love
- ZE
- Escape Journey
- Boku no ako no
- Crystal Palace
- Seven Days
- Under the umbrella, with you
- Koi no Hajime
- Links
- Given
- You were smiling
- Banana fish
- L'étranger series

## Một sốMangakachuyên vẽ Yaoi
- Kazuma Kodaka
- Makoto Tateno
- Youka Nitta
- Tsuge Amayo
- Nakamura Shungiku
- Takanaga Hinako
- Minami Haruka
- Sakuraga Mei
- Yamamoto Kotetsuko
- Takamiya Azuma
- Kanda Neko
- OOTSUKI Miu
- Hidaka Shoko
- Kawai Touko
- Kitazawa Kyou
- Ogawa Chise (緒川千世)
- Madarame Hiro
- Yamane Ayano
- Nekota Yonezou
- Yoneda Kou
- Mazjojo
- Justsyl
- Nukobao
- Torakitchen
- Suiton00
- Mikkoukun
- Zael
- Sorashu

### Tiếng Anh
- Yaoi North
- Be Beautiful Manga